# Swithred z Esseksu
Swithred z Esseksu (Swaefred; data urodzenia nieznana; zm. 758) – władca Królestwa Essex w latach 746–758.
Imię Swithreda pojawia się w IX-wiecznym dokumencie z Wesseksu. Miał być wnukiem drugiego syna Sebbi – Sigehearda. Objął tron po śmierci Selereda. Podobnie jak poprzednik nie władał królestwem samodzielnie, ale podlegał w jakiś sposób władcom Mercji, o czym świadczą zachowane dokumenty nadania ziem należących do Esseksu przez władców Mercji.